# Tassadane Haddada
Tassadane Haddada là một đô thị thuộc tỉnh Mila, Algérie. Dân số thời điểm năm 2002 là 17.623 người.